# Штолен
Штолен је воћни колач налик хлебу, који садржи суво воће и често прекривен шећером у праху. Ова врста хлеба се прави од сецканих комада кандираног воћа, орашастих плодова и зачина. Штолен је традиционални немачки хлеб, који се обично служи током Божића, када се зове Божићни штолен.
Штолен је врста колача или слатког хлеба, који се припрема са квасцем, водом и брашном, као и наренданом кором поморанџе која се додаје у тесто. Додају се кандирано воће, кандирана кора поморанџе, суво грожђе, бадеми и зачини. По жељи се додају и други састојци као што су: млеко, шећер, путер, со, рум, јаја, ванила, друга врста сувог воћа, ораси и марципан. Након што је испечено, посуто је шећером у праху. Традиционално, готови штолен треба да тежи око 20 кг, али има и мањих колача.

## Историја
У почетку је овај колач садржао само брашно, зоб и воду,  а први пут је печен за божићне празнике Тридентског сабора 1545. припремљен само са брашном, квасцем, маслиновим уљем и водом. Пошто је било време поста, пекари нису смели да користе путер, па тако припремљен колач није имао укус и био је веома тврд. У 15. веку, у Саксонији, принц Ернст (1441–1486) и његов брат војвода Албрехт (1443–1500) одлучили су да се жале на ово папи у Риму. У Саксонији су пекари морали да користе путер, јер је уље било веома скупо и тешко га је било набавити.
Папа Никола V (1397–1455) је 1450. одбио први захтев. Пет папа је успело све док коначно, папа Иноћентије VIII 1490. није послао принцу писмо, познато као „Писмо о путеру“, у којем је овластио употребу путера без плаћања пореза. Одобрење је важило само за кнежеву породицу. Осталима је било дозвољено да користе путер, али само ако су плаћали годишњи порез, а овај новац је употребљен за изградњу катедрале у Фрајбергу. Забрана употребе путера је укинута када је Саксонија постала протестантска.
Временом се од обичног и углавном неукусног, претворио у слатки хлеб са богатим састојцима, какав данас познајемо.

## Штолен фестивал у Дрездену
Дрезденски штолен се први пут помиње у званичном документу 1474.  Торта је направљена у Дрездену и има посебан печат краља Августа II Силног. Само око 150 пекара у Дрездену производи овај "званични" штолен.
Штолен фестивал се одржава сваке године у Дрездену, са историјским прекидом од 1918. до 1994. Божићна пијаца у Дрездену се први пут помиње у хроникама 1474. Данас се фестивал одржава у суботу уочи друге недеље Божића, а колач припремљен за ту манифестацију тежак је три до четири тоне. Дефилује се у кочијама улицама Дрездена до божићне пијаце, где се свечано сече на комаде и даје носачима. Цена је симболична, а прикупљени новац се даје као добровољни прилог. 
Највећи штолен припремио је Лидл 2010. на железничкој станици у Харлему: 72,1 метара, и уписан је у Гинисову књигу рекорда.

## Галерија
- Божићни штолен са сувим грожђем
- Холандска варијанта са бадемима
- Исечени комади
- Мали комади штолена